# St. Anna (Biesingen)

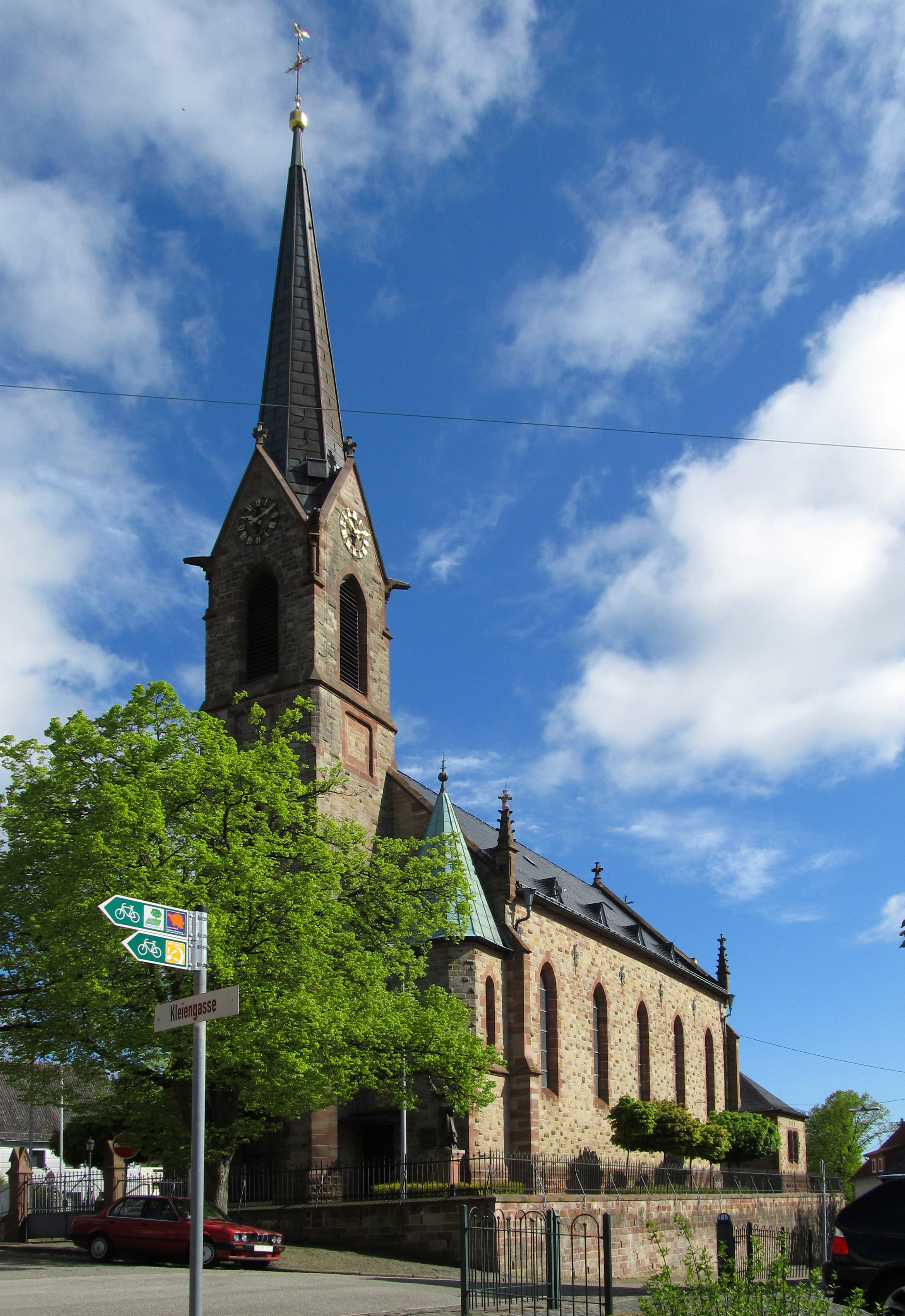
Pfarrkirche St Anna in Biesingen

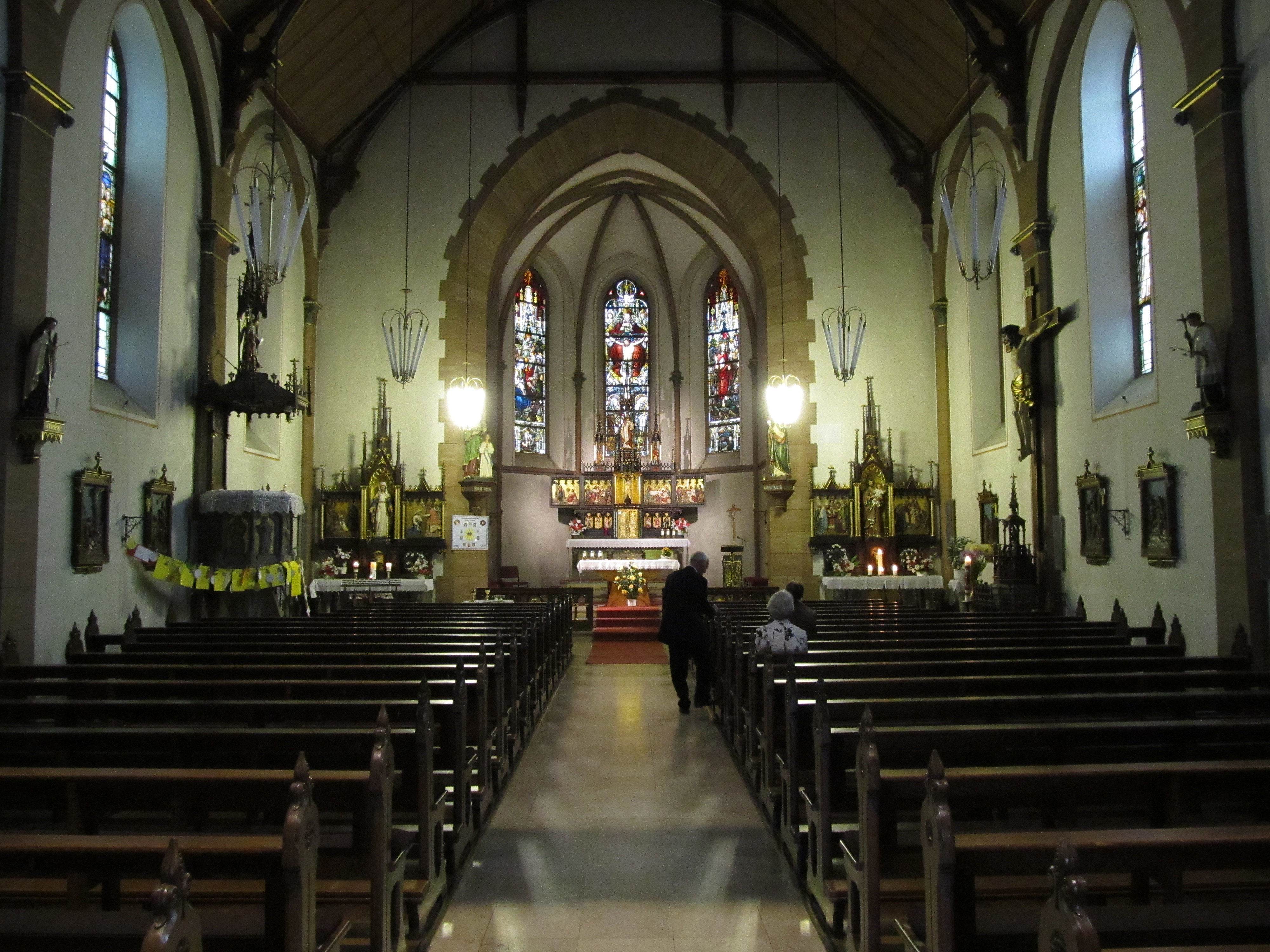
Blick ins Innere der Kirche

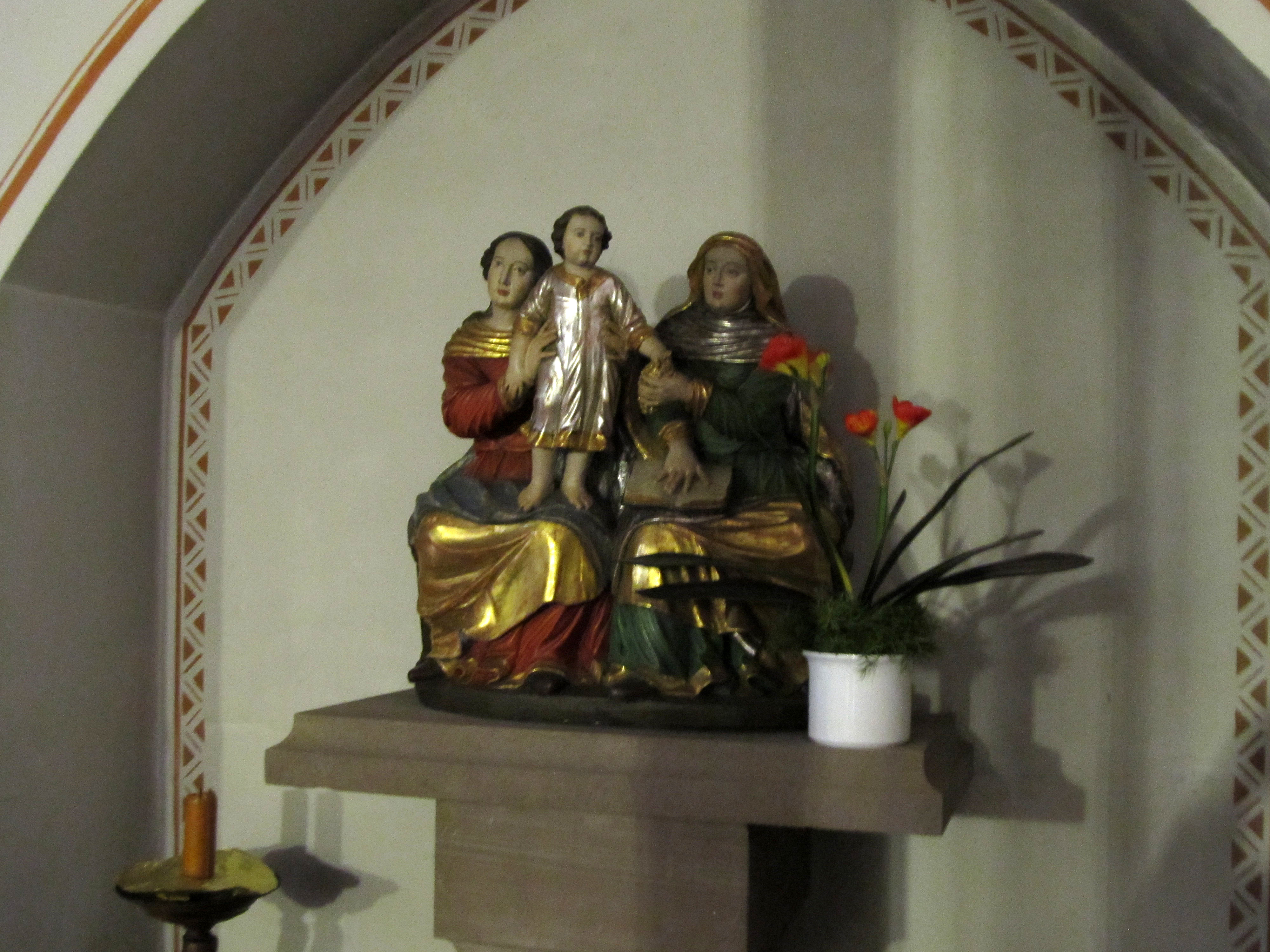
Anna-Selbdritt-Gruppe, 17. Jh.

Die Kirche St. Anna ist eine der heiligen Anna gewidmete katholische Pfarrkirche im saarländischen Biesingen, einem Stadtteil von Blieskastel, Saarpfalz-Kreis. In der Denkmalliste des Saarlandes ist die Kirche als Einzeldenkmal aufgeführt.

## Geschichte
Im Jahr 1777 erfolgte die Einrichtung der katholischen Pfarrei Biesingen, die damals zum Bistum Metz gehörte.
Die heutige Pfarrkirche wurde in Jahren 1903 bis 1905 nach Plänen des Architekten August Barth (Kaiserslautern) erbaut. Der baufällige und zu klein gewordene Vorgängerbau wurde abgerissen. 1905 erfolgte die Einweihung.
Während des Zweiten Weltkrieges musste die Biesinger Pfarrei 1941 drei ihrer vier Glocken abgeben und durfte nur die kleinste behalten.
In den Jahren 1988 bis 1995 und 2008 erfolgte eine Restaurierung der Kirche.
Im August 1992 verursachte ein Unwetter so großen Schaden am Kirchturm, dass der Turmhelm vollständig abgenommen werden musste.

### Verhinderte Sprengung des Kirchturms
Laut der Heimatforschung in Blieskastel sollen am 15. März 1945 Bürger aus Biesingen aus dem Kirchturm heimlich Sprengstoff entfernt haben, der von einer SS-Einheit dort angebracht worden war, und verhinderten so die Zerstörung der Kirche und umliegender Häuser. Der Turm sollte gesprengt werden, da er als Richtpunkt für anrückende feindliche Artillerie hätte dienen können.
In einem vom Saarpfalz-Kreis vertriebenen Kalender des Jahres 2007 stand, dass es sich bei diesen SS-Angehörigen um Soldaten der 17. SS-Panzergrenadier-Division „Götz von Berlichingen“ handelte. Gegen diese Behauptung klagte ein früherer SS-Soldat vor dem Landgericht. Auf Anregung des Gerichts wurde ein Vergleich geschlossen, nachdem der Saarpfalz-Kreis nun nicht mehr behauptet, dass Angehörige der 17. SS-Panzergrenadier-Division an dem Plan beteiligt waren, den Turm der Kirche zu sprengen. Demnach handelte es sich um SS-Soldaten unbekannter Herkunft.

## Architektur und Ausstattung
Das Kirchengebäude wurde als neugotische Sandstein-Saalkirche mit fünf Fensterachsen und offenem Dachstuhl errichtet. An das Gebäude angefügt ist ein dreiseitig geschlossener Chorraum an den eine Sakristei angebaut ist. Weithin sichtbar ist der 49 m hohe, schlanke Kirchturm mit spitzem Helm.
Im Inneren der Kirche hat sich die Ausstattung aus der Erbauungszeit weitgehend erhalten. Dazu zählen der Hochaltar und die Seitenaltäre „St. Joseph“ und „Maria“ von 1905, die von der Firma Ferdinand Stuflesser (St. Ulrich/Südtirol) ausgeführt wurden. Ebenfalls erhalten sind die Kirchenfenster der Gebr. Schmitt (Bamberg) von 1905. Zur Ausstattung gehört auch eine in der zweiten Hälfte des 17. Jahrhunderts geschaffene Anna-Selbdritt-Gruppe für eine Kirche in Trier. Sie wurde 1916 gekauft und 1958 restauriert.
Auf dem Kirchenvorplatz befindet sich eine bronzene Christusstatue des Bildhauers Franz Leschinger (Lug/Pfalz) aus dem Jahr 2003. Sie dient als Ersatz für eine 1995 gestiftete Christusstatue aus gelbem feinkörnigen Sandstein auf rotem Sockel, die dem pensionierten Pfarrer Alfons Wilhelm, dem Stifter der Statue, nicht gefiel.

## Orgel

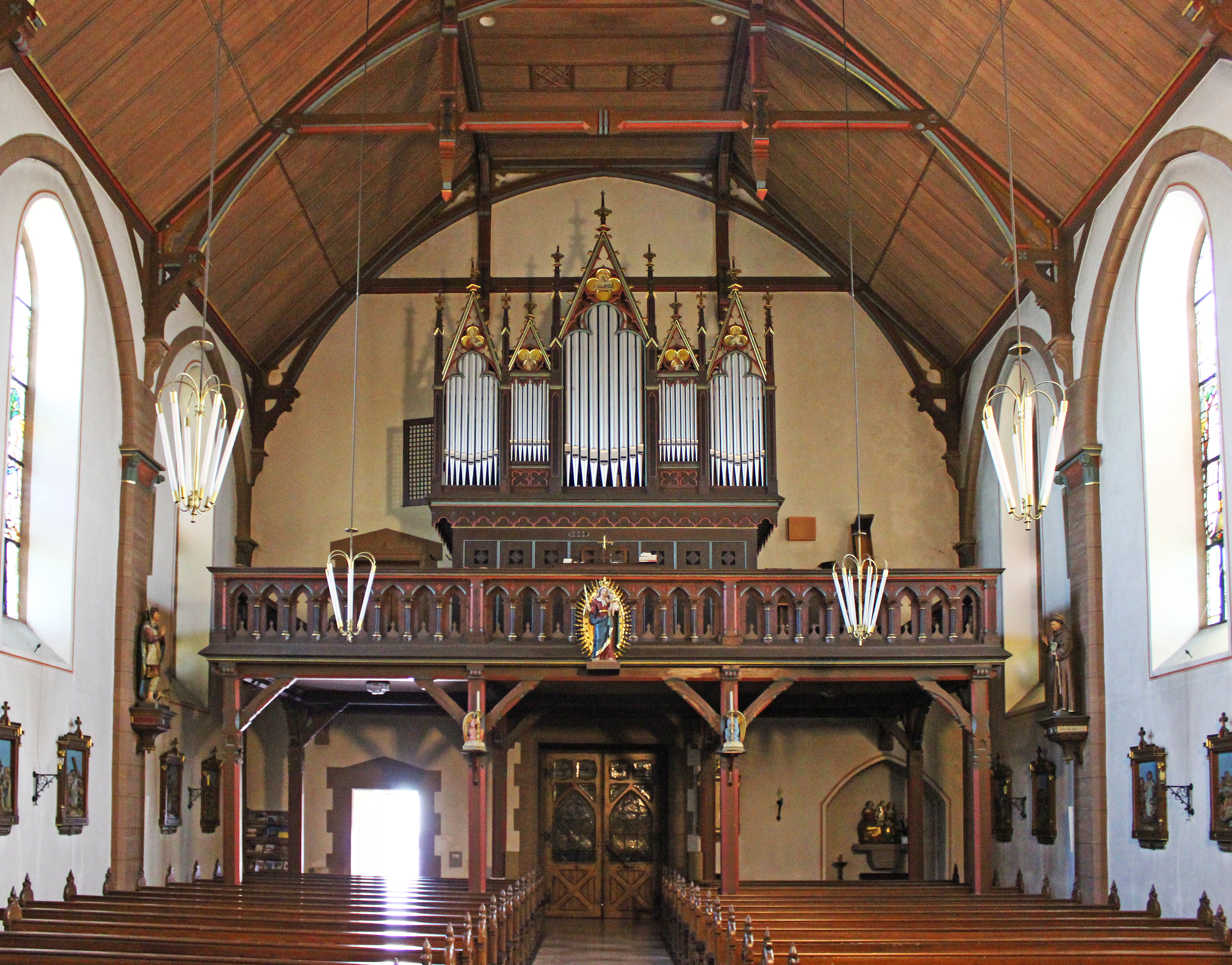
Blick zur Orgelempore

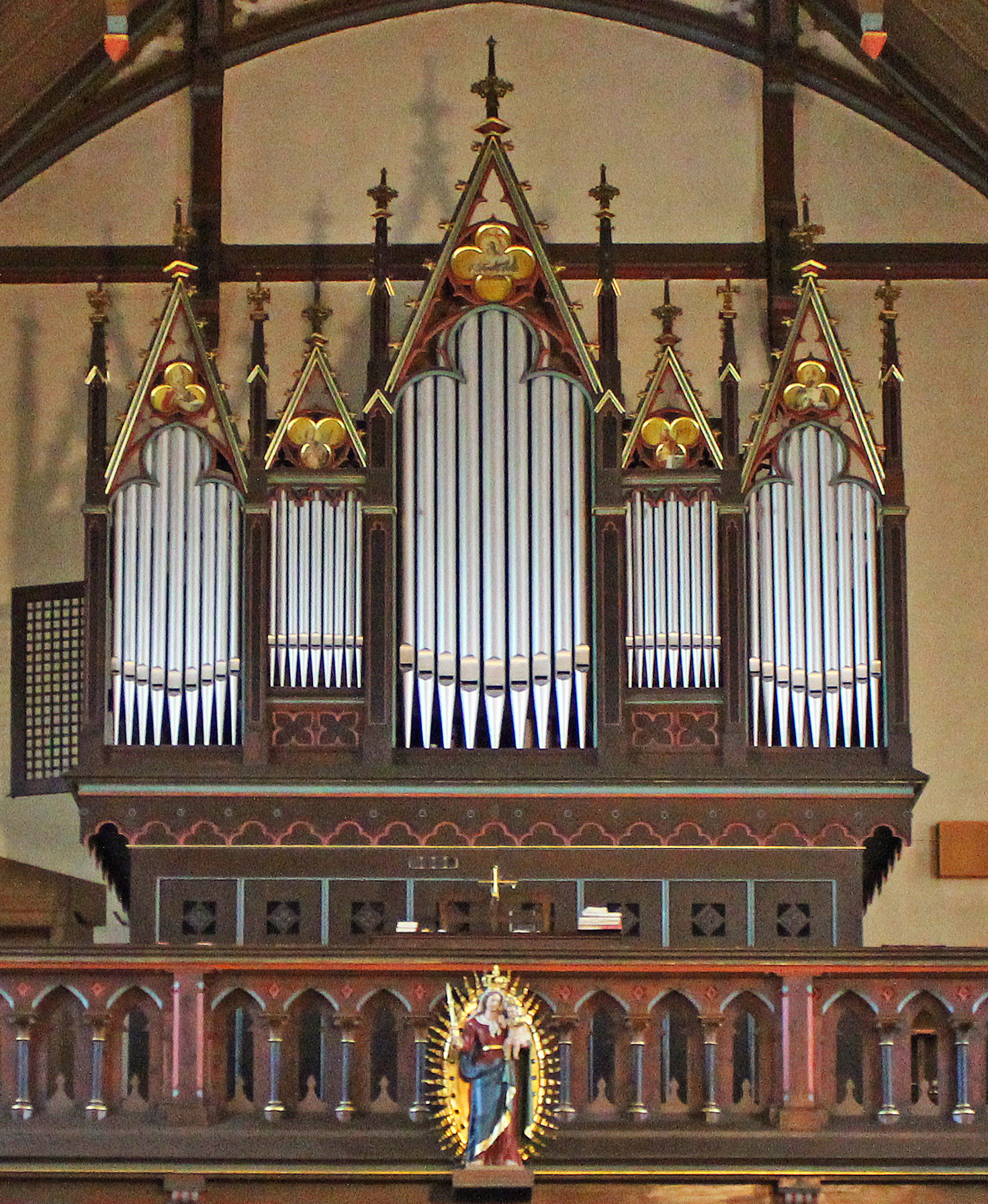
Prospekt der Steinmeyer-Orgel

Die Orgel wurde 1913 als Opus 1159 von der Firma G. F. Steinmeyer & Co. (Oettingen) erbaut. Das Instrument mit weitgehend original erhaltener Disposition verfügt über 20 Register, verteilt auf zwei Manuale und Pedal. Die Orgel ist auf einer Empore aufgestellt und besitzt einen freistehenden Spieltisch. Die Tonsteuerung erfolgt durch pneumatische Membranladen.
Aufgrund der Erbauungszeit zeigt die Orgel typisch romantische Registerfarben wie Fugara, Salicional, Vox coelestis u. a.
1994 wurde die Orgel durch die Firma Hugo Mayer Orgelbau (Heusweiler) renoviert. Dabei wurden das Register Posaune 16′ hinzugefügt.
Die Disposition lautet wie folgt:
| I Manual C–g3 |                |       |
| 1.            | Prinzipal      | 8′    |
| 2.            | Rohrflöte      | 8′    |
| 3.            | Viola da Gamba | 8′    |
| 4.            | Gemshorn       | 8′    |
| 5.            | Dolce          | 8′    |
| 6.            | Oktav          | 4′    |
| 7.            | Oktav          | 2′    |
| 8.            | Mixtur IV      | 2 ⁄3′ |
| 9.            | Trompete       | 8′    |

| II Manual C–g3 |                  |    |
| 10.            | Geigenprinzipal  | 8′ |
| 11.            | Lieblich Gedackt | 8′ |
| 12.            | Salicional       | 8′ |
| 13.            | Aeoline          | 8′ |
| 14.            | Vox coelestis    | 8′ |
| 15.            | Fugara           | 4′ |

| Pedal C–d1 |             |     |
| 16.        | Subbaß      | 16′ |
| 17.        | Violon      | 16′ |
| 18.        | Oktavbass   | 8′  |
| 19.        | Violoncello | 8′  |
| 20.        | Posaune     | 16′ |

- Koppeln:
  - Normalkoppeln: II/I, I/P, II/P
  - Suboktavkoppeln: II/I
  - Superoktavkoppeln: II/I, II/II
- Spielhilfen: Forte, Tutti, automatisches Pianopedal